# Gare de Laigné - Saint-Gervais
Gare de Laigné - Saint-Gervais vasútállomás Franciaországban, Saint-Gervais-en-Belin településen.

## Vasútvonalak
Az állomást az alábbi vasútvonalak érintik:
- Tours–Le Mans-vasútvonal

## Kapcsolódó állomások
A vasútállomáshoz az alábbi állomások vannak a legközelebb:
- Gare d’Arnage (Gare du Mans, Tours–Le Mans-vasútvonal)
- Gare d’Écommoy (Gare de Tours, Tours–Le Mans-vasútvonal)